# Андреевское (Петушинский район)
Андре́евское — село в Петушинском районе Владимирской области России. Входит в состав Пекшинского сельского поселения.

## География
Село расположено в 9 км к северу от деревни Пекши и в 17 км к северо-востоку от районного центра города Петушки на левом берегу реки Пекши.

## История

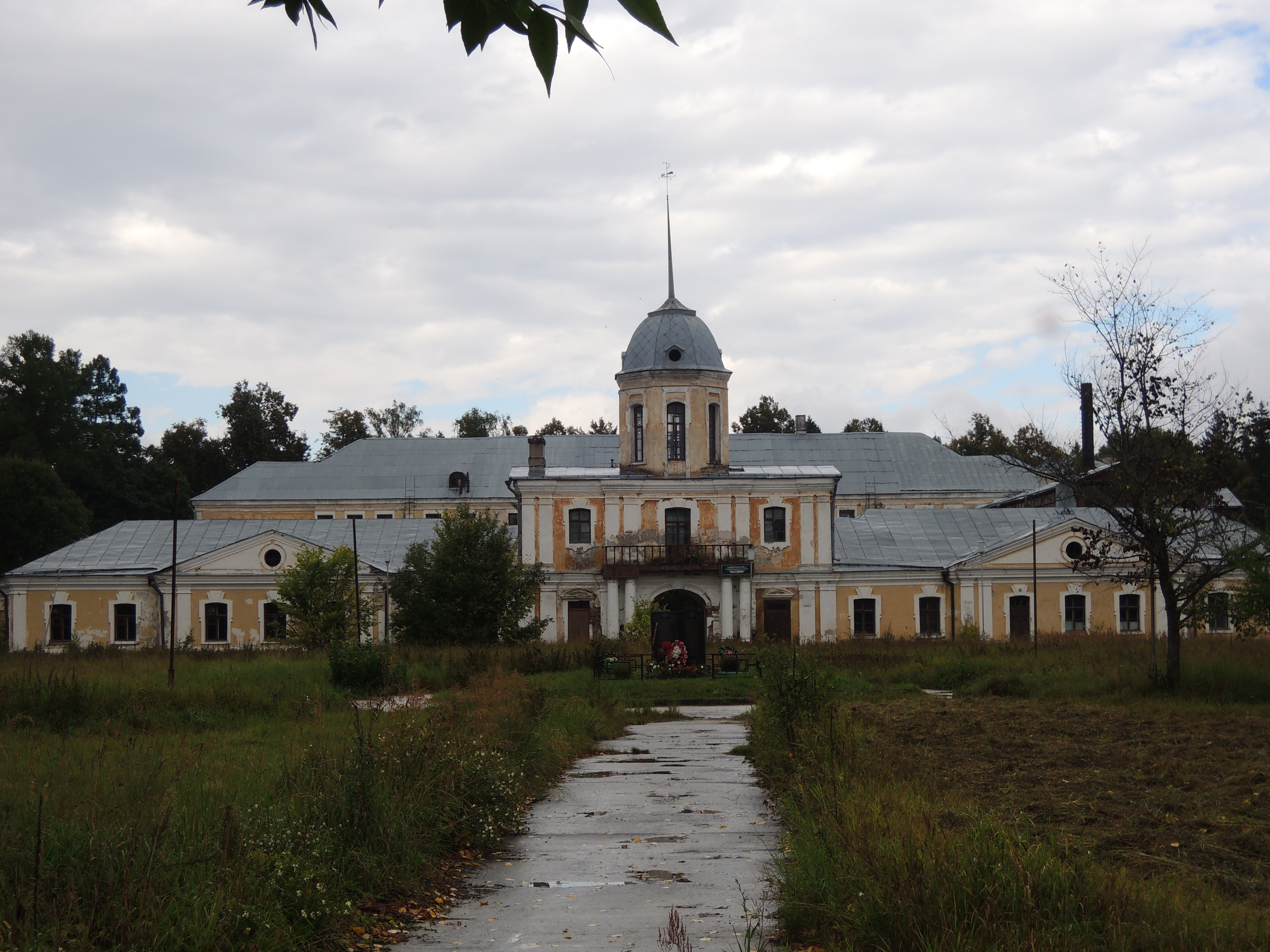
Дворец графа Воронцова в селе Андреевском, XVIII век

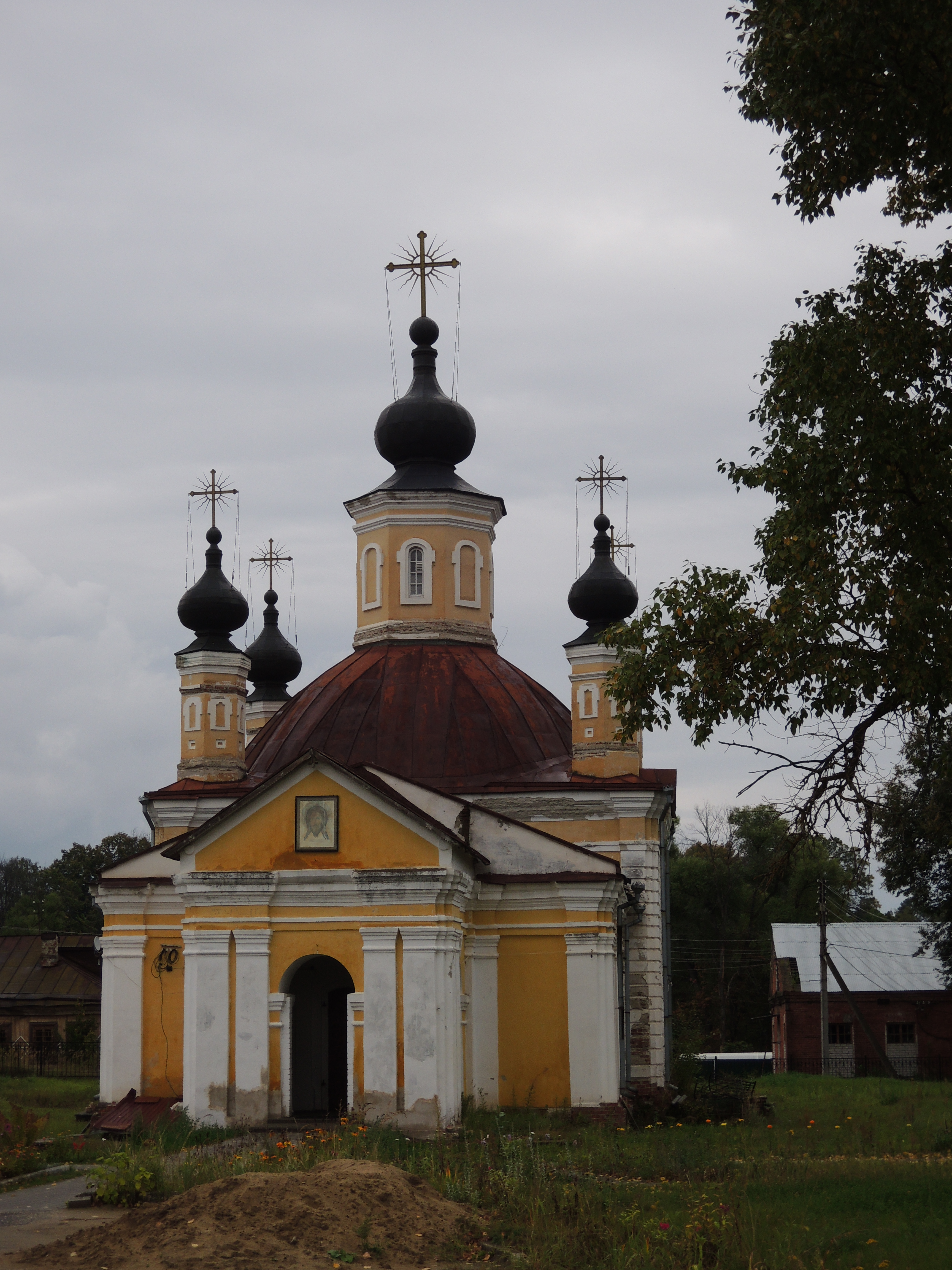

До революции село входило в состав Воронцовской волости Покровского уезда, с 1924 года было в составе Болдинской волости Владимирского уезда.
С 1929 года село входило в состав Ларионовского сельсовета Собинского района, с 1945 года было в составе Петушинского района, с 2005 года входит в состав Пекшинского сельского поселения.
По данным на 1895 год, в селе ежегодно проводилось 2 однодневные ярмарки: в седьмую пятницу после Пасхи и Андреевская — 30 ноября. Товары доставляемые на ярмарку: мука, крупа, соль, постное масло, мёд, мясо, деревянная посуда, железные изделия, сукно, ситец и прочее. Доход торговцев за ярмарочный день первой ярмарки составлял около 3200 рублей, Андреевской — около 500 рублей.

## Достопримечательности
В селе расположена бывшая усадьба Владимирского наместника графа Р. И. Воронцова. Основные постройки усадьбы (дворец, церковь, служебные корпуса, парк с прудами) были возведены во второй половине XVIII века и представляют собой памятник русского зодчества эпохи классицизма. Работы по строительству возглавлял первый архитектор Владимирского наместничества Николай фон Берк.
В 1797 году здесь был Александр Николаевич Радищев. Возвращаясь из сибирской ссылки, он заехал к владельцу усадьбы А. Р. Воронцову, с которым дружил и который ему покровительствовал. В имении Воронцовых талантливыми крепостными мастерами была создана портретная галерея (ныне хранится во Владимиро-Суздальском музее-заповеднике), в которую вошёл портрет А. Н. Радищева. До недавнего времени в усадьбе размещался детский пульмонологический санаторий «Болдино», закрытый в начале 2010-х гг.
В составе дворца-усадьбы находится церковь Святого Апостола Андрея Первозванного (1772—1779 гг.).

## Население
| 1859 | 1905 | 1926 | 2002 | 2010 | 2021 |
| ---- | ---- | ---- | ---- | ---- | ---- |
| 115  | ↗164 | ↘139 | ↗234 | ↘183 | ↘159 |